# Alfabeto brahmi

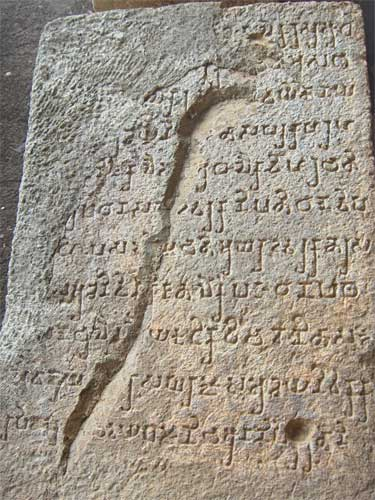
Iscrizioni brahmi

L'alfabeto brahmi è un'antica scrittura asiatica, che ebbe grande diffusione e che è considerata la progenitrice degli odierni alfabeti delle aree intorno alla penisola indiana; si tratterebbe probabilmente di un adattamento indiano delle scritture semitiche, penetrate in India attraverso l'impero persiano.

## Origini
Circa la formazione di questa scrittura, si sono formulate due ipotesi diverse. La prima ipotesi è che si tratti di una scrittura derivata da un alfabeto semitico (ipotesi prevalente); tra i fautori di tale ipotesi si distinguono comunque quelli che sostengono diversi apporti fra alfabeti: semitico meridionale, aramaico, fenicio, greco. Il differente grado d'influenza dei vari alfabeti potrebbe far propendere per la formazione di tale scrittura in ambito dravidico (sud) o in ambito ariano (nord).
La seconda ipotesi quella nazionalistica sostiene una formazione completamente autoctona non contemplando legami, contatti ed influssi con l'esterno e legandola invece ad un prototipo caratterizzante la vallata dell'Indo, di cui non si è mai trovato traccia e tramite questo ai glifi hindus. 
Nel sud dell'India sono state ritrovate alcune ceramiche con probabile arcaica scrittura brahmi che retrodaterebbe l'apparizione di questo alfabeto di almeno due secoli. Ma la datazione come la valutazione di questi reperti sono al momento al centro di un acceso dibattito perché proverebbero la tesi dell'arrivo della scrittura dal sud via mare e non via terra dal nord, però nel brahmi di Aśoka alcuni simboli assomigliano più alle lettere greche che a quelle aramaiche. L'ambasciatore di Seleuco I, Megastene, nel 300 a.c. circa, nella sua opera Indica, affermava che gli indiani non conoscevano la scrittura e utilizzavano la memoria e la trasmissione orale. Probabilmente uno dei fattori che ostacolavano all'epoca l'uso della scrittura era il monopolio culturale della casta dei brahmini. Le monete con doppio conio sono di re indo-greci settentrionali convertiti al buddismo. La scrittura è come l'aramaico da destra a sinistra.

## Mito
Le sue origini sono raccontate da interessanti tradizioni riferite che in genere la vorrebbero creata da Brahmā; alcune versioni ipotizzano inoltre che l'uomo abbia ad un certo punto dimenticato questa scrittura e che Vyāsa, figlio di Parasara, opportunamente ispirato da Brahma, l'abbia nuovamente concepita.
È stato notato come nell'antico induismo non si avesse una figura sacrale, né una deità, che tutelasse la scrittura, mentre ce n'erano per molte altre materie.

## Storia
La prima iscrizione in brahmi è quella presente nei documenti epigrafici chiamati "Editti di Aśoka" (269-231 a.C.), la presenza di tale scrittura è confermata dalle monete. La memoria di essa era con il tempo andata perduta e la scrittura era divenuta incomprensibile alle popolazioni dell'India. Solo alla fine degli anni 30 del XIX secolo gli studiosi Christian Lassen, James Princep e Alexander Cunningham, studiando le monete indo-greche coniate sia in greco che in brahmi e usando le epigrafi di Asoka bilingue, alcune sono in greco e aramaico, riuscirono a comprendere nuovamente il significato fonetico della scrittura.
Lo sviluppo di questa scrittura, usata con le lingue volgari, sembra legato all'ambito culturale dei movimenti di critica alla casta dei bramini, in particolare al Buddismo.
Si ritiene che gli alfabeti devanagari, punjabi, tailandese, telugu, birmano, malayalam, oriya, singalese, e molti altri nell'India e nell'Asia sudorientale abbiano avuto origine da questa scrittura, così come le forme del sistema numerale posizionale chiamato "sistema di numerazione arabo" oggi usato internazionalmente.
Fu decifrato, nel XIX secolo, dall'orientalista e numismatico britannico James Prinsep, confrontando alcune monete con scritta in greco e brahmi.